# Хвойка, Викентий Вячеславович
Викентий Вячеславович Хво́йка (настоящее имя чеш. Čeněk Chvojka; 8 [20] февраля 1850 год, с. Семин, Австрийская империя (ныне — Чехия) — 20 октября [2 ноября] 1914 год, Киев, Российская империя) — российский и украинский археолог-самоучка чешского происхождения, один из основателей украинской археологии, первооткрыватель трипольской культуры на Киевщине, исследователь скифской, зарубинецкой (III в. до н. э. — IV в. н. э.), черняховской (II—VII века) и раннеславянской культур. Первым ввёл такие понятия как «поля погребальных урн» и «поля погребений».

## Биография
Начальное образование получил в народной школе в селе Семин.
В 1864 году окончил коммерческое училище в Хрудиме (Богемия). В 1876 году переехал в Россию, в Киев. В 1887 году принял подданство Российской империи. Вначале его занятиями были преподавание, агротехника. Получил серебряную медаль на сельскохозяйственной выставке, прошедшей в 1889 году в Париже и др.
С 1890-х годов начал большое число раскопок — Кирилловская стоянка (Киевский археологический комплекс), Протасов Яр (Киев), Селище (ныне Черкасская область) позднего палеолита. Обнаружил трипольскую культуру (Триполье, Жуковка, Стайки, Канев, Ржищев Киевской губернии, Киев), заложил основы изучения этой археологической культуры. Объектами его изучения были также памятники бронзового века, скифская археологическая культура (скифские курганы, многослойное Пастырское городище, Мотронинское городище, ныне Черкасская область), зарубинецкая культура и черняховская культура (включая их эпонимы), роменская культура (Броварки, ныне Полтавская область), памятники Киевской Руси, включая горы Киселёвка, Старокиевская, Китаево в Киеве, Витичев, летописный город Тумащь на Стугне, Вышгород, Белгород Киевский, Коростень (Искоростень) и др., памятники XV—XVI веках в Чигирине и др.
Хвойка стал один из основоположников теории формирования «земледельческого народа арийцев… предков славян» — трипольской культуры — на территории Среднего Поднепровья. Был устроителем первой археологической выставки Киевского общества древностей и искусств в 1897 году, выставки к 11-му Археологическому съезду, прошедшему в Киеве в 1899 году, которая составила основу Киевского городского музея (ныне — Национальный музей истории Украины). В этом музее стал первым хранителем археологического отдела. Часть находок были проданы Хвойкой коллекционерам и музеям, оставшиеся и библиотеку, часть архива он передал своей ученице, В. Е. Козловской — позднее в Национальном музее истории Украины, ГИМ, архивах городов Киева, Одессы, Санкт-Петербурга. В 1897 году Хвойка был приглашён на должность заведующего музеем Киевского общества древностей и искусств.
Умер в Киеве, похоронен на Байковом кладбище.

## Память
В 1962 году именем В. Хвойки названа бывшая Новокирилловская улица в Киеве, в 1967 году там же, на доме, в котором он жил в 1898—1914 годах открыта мемориальная доска (гранит, архитектор Марионила М. Говденко).
В начале 1990-х годов Украинским обществом охраны памятников истории и культуры и Институтом археологии НАН Украины была учреждена премия имени Хвойки за выдающиеся открытия в археологии. В его честь проводились научные конференции в Киеве в 2006 и 2010 годах.
К 150-летию со дня рождения Хвойки Национальным банком Украины выпущена памятная монета номиналом в 2 гривны с его портретом (введена в обращение 29 марта 2000 года).
В 2009 году в селе Халепье Обуховского района Киевской области был открыт мемориальный музей Хвойки.

## Труды
- Исторический музей гвардейской артиллерии // Русский инвалид. 1892. 5 января.
- История гвардейской артиллерии с 1682 по 1896 год. СПб., 1896.
- К истории Петровского Полтавского кадетского корпуса // Русский инвалид. 1900. 9 декабря.
- Поля погребений в среднем Приднепровье: (Раскопки В. В. Хвойка в 1899—1900 гг.). — Санкт-Петербург: тип. И. Н. Скороходова, 1901. — [2], 19 с., 5 л. ил.
- Каменный век Среднего Приднепровья // Тр. XI Археологического съезда.— Т.1.— М., 1901. — С. 736—754.
- К вопросу о славянах / [Соч.] В. Хвойка. — Киев: тип. Имп. Ун-та св. Владимира, АО Н. Т. Корчак-Новицкого, 1902. — [2], 11 с.
- Раскопки 1901 г. в области трипольской культуры / В. В. Хвойко. — С.-Петербург: Тип. И. Н. Скороходова, 1904. — 27 с.
- В «Записках Русского археологического общества» вышла статья «Поля погребений в Среднем Приднепровье (Раскопки В. В. Хвойка в 1899—1900 годах)»[8] (1901).
- Киево-Кирилловская палеолитическая стоянка и культура эпохи мадлен // Археологическая летопись Южной России. — Т.1 (1903). — К., 1904. — С. 26—57.
- «Городища Среднего Приднепровья, их значение, древность и народность» (1905).
- Древние обитатели Среднего Приднепровья и их культура в доисторические времена (по раскопкам): С прил. описания раскопок в ус. М. М. Петровского в г. Киеве и с. Белгородке Киев. у. / В. В. Хвойка. — Киев: тип. «т-ва Е. А. Синькевич», 1913. — [2], 103 с.
- Краеведение в России во второй половине XVIII века // Краеведение. 1926. Т. 3. — С. 333—343.